# Liste der Monuments historiques in Chevigny-Saint-Sauveur
Die Liste der Monuments historiques in Chevigny-Saint-Sauveur führt die Monuments historiques in der französischen Gemeinde Chevigny-Saint-Sauveur auf.

## Liste der Objekte
| Bezeichnung                                  | Beschreibung                                                                          | Standort                         | Kennzeichnung | Schutzstatus | Datum | Bild |
| -------------------------------------------- | ------------------------------------------------------------------------------------- | -------------------------------- | ------------- | ------------ | ----- | ---- |
| Gemälde Porträt von Simon de Villers-la-Faye | Ölfarbe auf Holz, um 1600                                                             | in der Kirche Ste-Trinité (Lage) | PM21000614    | Classé       | 1914  |      |
| Gemälde Porträt von Elisabeth de Vandrimon   | Ölfarbe auf Holz, um 1600                                                             | in der Kirche Ste-Trinité (Lage) | PM21000615    | Classé       | 1914  |      |
| Gemälde Anbetung der Könige                  | Ölfarbe auf Holz, 17. Jahrhundert                                                     | in der Kirche Ste-Trinité (Lage) | PM21000616    | Classé       | 1914  |      |
| Linker Seitenaltar                           | Altartisch und Retabel; Holz, 17. Jahrhundert                                         | in der Kirche Ste-Trinité (Lage) | PM21000617    | Classé       | 1966  |      |
| Skulpturengruppe Dreifaltigkeit              | Holz, farbig gefasst und vergoldet, Ende des 17. Jahrhunderts                         | in der Kirche Ste-Trinité (Lage) | PM21003996    | Inscrit      | 1993  |      |
| Altar                                        | Altartisch, Retabel und Kruzifix; Holz, farbig gefasst und vergoldet, 17. Jahrhundert | in der Kirche Ste-Trinité (Lage) | PM21006675    | Inscrit      | 2022  |      |
| Prozessionsstab Madonna mit Kind (1)         | Aufsatz und Tragestange; Holz, farbig gefasst und versilbert, 17. Jahrhundert         | in der Kirche Ste-Trinité (Lage) | PM21006676    | Inscrit      | 2022  |      |
| Prozessionsstab Madonna mit Kind (2)         | Holz, farbig gefasst und versilbert, 17. Jahrhundert                                  | in der Kirche Ste-Trinité (Lage) | PM21006677    | Inscrit      | 2022  |      |
| Prozessionsstab Heiliger Andreas             | Holz, farbig gefasst und versilbert, 17. Jahrhundert                                  | in der Kirche Ste-Trinité (Lage) | PM21006678    | Inscrit      | 2022  |      |
| Skulptur Kreuztragung                        | Stein, 15. Jahrhundert                                                                | im Maison Jean Froussard (Lage)  | PM21000618    | Classé       | 1931  |      |